# فرانز بير (ملحن)
فرانز بير (بالألمانية: Franz Behr)‏ هو ملحن ألماني، ولد في 22 يوليو 1837، وتوفي في 15 فبراير 1898.

## وصلات خارجية
- فرانز بير على موقع ميوزك برينز (الإنجليزية)
- فرانز بير على موقع ديسكوغز (الإنجليزية)